# 필름 스캐너

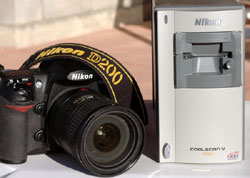
(우측)Nikon Coolscan V ED 35mm 필름 스캐너

필름 스캐너(영어: film scanner)는 현상된 필름을 스캔하여 디지털 이미지로 변환하는 기기이다. 내부에 CCD 등의 감광 소자와 렌즈의 조합을 통해서 현상된 필름을 CCD에 조사하고, 이를 다시 디지털로 변환시키는 과정을 거친다. 필름을 전용으로 스캔하며 필름 상의 흠집이나 먼지를 제거해주는 전문적인 기능을 갖춘 프로그램이 동봉되는 경우가 많다.
평판 스캐너에 필름을 스캔할 수 있도록 프레임이 함께 제공되는 경우도 있으나, 스캔 대상으로 사용하는 필름의 크기(일반적으로 135포맷을 사용한다)는 평판 스캐너의 스캔대상에 비하여 상대적으로 작기 때문에, 평판 스캐너를 필름 스캔용으로 이용할 때는 대체로 필름 스캐너에 비하여 작은 이미지를 얻게 된다.

## 같이 보기
- 이미지 스캐너